# Пробоевский сельсовет
Пробоевский сельсовет — упразднённая административно-территориальная единица, существовавшая на территории Московской губернии и Московской области до 1951 года.
Пробоевский сельсовет был образован в первые годы советской власти. В 1921 году он числился в составе Калеевской волости Волоколамского уезда Московской губернии
В 1924 году из Пробоевского с/с был выделен Чащинский с/с.
По данным 1926 года в состав сельсовета входили 3 населённых пункта — Пробоево, Смольниково и Фадеево.
В 1929 году Пробоевский с/с был отнесён к Волоколамскому району Московского округа Московской области. При этом к нему был присоединён Покровский с/с.
17 июля 1939 года селение Новое было передано из Пробоевского с/с в Теряевский.
30 ноября 1951 года Пробоевский сельсовет был упразднён. При этом селения Покровское и Смольниково были переданы в Калеевский с/с, а Пробоево, Ожогино и Фадеево — в Теряевский с/с.